# Бойко Вадим Анатолійович
Бойко Вадим Анатолійович (14 червня 1947, Київ — 30 листопада 2018, Київ) — визначний український гобоїст, педагог Київської музичної академії ім. П. І. Чайковського, концертмейстер групи гобоїв симфонічного оркестру Київського національного театру опери і балету України ім. Т. Г. Шевченко, лауреат Українського Республіканського конкурсу, присвяченого 50-річчю ВЛКСМ, Заслужений артист УРСР.

## Життєвий шлях
Вадим Бойко народився 14 червня 1947 року в сім'ї музиканта. Його батько був тромбоністом у військовому ансамблі пісні і танцю Київського військового округу.
Закінчивши Київське культ-освітнє училище в 1965 році, Вадим поступає до Київської державної консерваторії ім. П. І. Чайковського по класу гобой (1965—1970) у клас Олександра Безуглого, a згодом стає одним із найкращих його учнів. Працьовитий і здібний юнак відразу залучився до творчої праці і вже в 1968 році став лауреатом Республіканського конкурсу виконавців на духових і ударних інструментах.
Ще в студентські роки став до праці в Державний Академічний симфонічний оркестр України, згодом став солістом-регулятором, а потім і концертмейстером групи гобоїв симфонічного оркестру Київського національного театру опери і балету України ім. Т. Г. Шевченка.

## Творча праця
Паралельно з працею в оркестрі співпрацює з багатьма камерними і симфонічними оркестрами. У складі оркестру та з різноманітними ансамблями записує у фонд Українського радіо музику світової і вітчизняної класики, музику до фільмів на Київській кіностудії ім. О. Довженка. Репрезентує Україну у складі оркестру в зарубіжжі: Японія, Німеччина, Франція, Голландія та інші країни.
Протягом творчої праці в оркестрі співпрацював з визначними диригентами сучасності, які високо оцінювали його виконавську майстерність: Канарштейн М. М., Тольба В. С., Рахлін Н. Г., Симеонов К. А., Турчак С. В., Гнєдаш В. Б., Блажков І. І., Кожухар В.М, Г.Рождєственский, І. Гамкало, А. Власенко, Рябов, Г. Макаренко, Ф. Глущенко та інші.
Характеризуючи В. А. Бойка як фахівця — виконавця, соліста, слід відзначити, що завдяки своїм здібностям і самовідданій праці він здобув собі незаперечний авторитет серед колег, диригентів і студентів. Багато диригентів запрошують його для виконання відповідальних програм, як в Україні, так і в гастрольних турне. Звук його гобою має досить виразне, легке звучання і досить розвинуту техніку. М'який за тембром він має великий динамічний розсяг, що дає можливість і під час звучання всієї оркестрової палітри інструментів розпізнати тембр і барву гобоя. Солові партії завжди проводить на великому мистецькому рівні. Особливо виразно проявив себе у як соліст у творчості П. І. Чайковського, зокрема у балетах: «Лебедине озеро», «Спляча красуня».

## Педагогічна праця
З кінця 1970-х років В. А. Бойко викладав у Київському музичному училищі ім. Р. М. Глієра, а після смерті О. І. Безуглого в Київській музичній академії ім. П. І. Чайковського. Протягом педагогічгої праці В. Бойко підкотував і випустив зі стін Музичної академії цілу низку талановитих музикантів, які працюють в багатьох провідних оркестрах світу Серед них: Вінер, Б.Бантій, Г.Кот, І.Болбот та ін.
За багатолітню творчу працю, та успіхи в досягненні виконавської майстерності, В. А. Бойко був удостоєний почесного звання Заслужений артист УРСР.
Раптово помер від серцевого нападу біля станції метро «Театральна» у Києві 30 листопада 2018 року.